# Frédéric Charles de Leiningen (6e prince de Leiningen)
Frédéric Charles Édouard Erwin de Leiningen (en allemand : Friedrich Karl Eduard Erwin zu Leiningen), 6e prince de Leiningen (ou Linange) (en allemand : 6. Fürst zu Leiningen), est né le 13 février 1898 à Strasbourg (Alsace-Lorraine, Empire allemand ; aujourd’hui Bas-Rhin, Alsace, République française) ,,, et est mort à Saransk (Mordovie, république socialiste fédérative soviétique de Russie ou RSFSR, Union des républiques socialistes soviétiques ou URSS), le 2 août 1946.
De 1939 à 1946, il est le chef de la Maison de Linange (ou Leiningen), famille qui a bénéficié de l’immédiateté impériale en 1779 et dont la principauté, située dans le Leininger Land, a été médiatisée au profit du grand-duché de Bade en 1806.

## Famille
Le prince Frédéric Charles est le fils aîné du prince Emich de Leiningen (de) (1866-1939) et de son épouse, la princesse Feodore de Hohenlohe-Langenburg (1866–1932). Par son père, il est donc le petit-fils du prince Ernest de Leiningen (1830-1904) et de la princesse Marie-Amélie de Bade (1834-1899), tandis que, par sa mère, il descend du prince Hermann de Hohenlohe-Langenbourg (1832-1913) et de la princesse Léopoldine de Bade (1832-1913).
Le 24 février 1925, Frédéric Charles épouse, à Cobourg, la grande-duchesse Maria Kirillovna de Russie (1907-1951), fille aînée du grand-duc Cyrille Vladimirovitch, prétendant au trône de Russie, et de sa femme, la princesse Victoria Mélita de Saxe-Cobourg-Gotha. De cette union naissent sept enfants :
- Emich Kirill Ferdinand Hermann (en) (1926-1991), 7e prince de Leiningen, qui épouse, en 1950, la princesse Eilika d'Oldenburg (1928-2016), fille du grand-duc Nicolas d'Oldenbourg (1897-1970) et de la princesse Helene de Waldeck-Pyrmont (1899-1948). D'où postérité ; il aura deux fils: Charles Emile et Andréas. Après destitution de Charles Emile de Leiningen, fils aîné, de ses titres par ses parents, le fils cadet Andréas devient 8e prince de Leiningen.
- Karl Wladimir Ernst Heinrich (en) (1928-1990), prince de Leiningen, qui se marie, en 1957, à la princesse Marie-Louise de Bulgarie (1933), fille du roi Boris III de Bulgarie (1894-1943) et de son épouse la princesse Jeanne d'Italie (1907-2000). Le couple divorce en 1968. D'où postérité ;
- Kira Melita Feodora Marie Viktoria Alexandra (1930-2005), princesse de Leiningen, qui s'unit, en 1963, au prince André de Yougoslavie (1929-1990), fils du roi Alexandre Ier de Yougoslavie (1888-1934) et de la princesse Marie de Roumanie (1900-1961). Le couple divorce en 1972. D'où postérité ;
- Margarita Ileana Viktoria Alexandra (1932-1996), princesse de Leiningen, qui épouse, en 1951, le prince Frédéric-Guillaume de Hohenzollern (1924-2010), fils de Frédéric de Hohenzollern (1891-1965) et de Marguerite de Saxe (1900-1962). D'où postérité ;
- Mechthilde Alexandra (1936-2021), princesse de Leiningen, qui se marie, en 1961, à Karl-Anton Bauscher (1931). D'où postérité ;
- Friedrich Wilhelm Berthold (1938-1998), qui épouse, en premières noces, en 1960, à Karin-Evelyn Göß (1942). Divorcé en 1962, il se remarie, en 1971, à Helga Eschenbacher (1940-1999). Sans postérité des deux unions ;
- Peter-Viktor (1942-1943), prince de Leiningen[6].

## Biographie

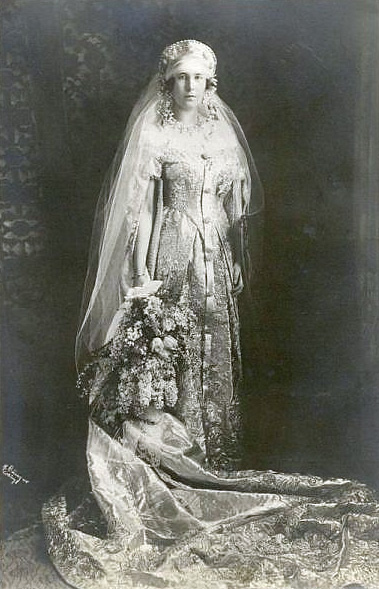
La grande-duchesse Maria Kirillovna de Russie, épouse du prince Charles de Leiningen.

Lors de la Seconde Guerre mondiale, Frédéric Charles de Leiningen fut enrôlé dans l’armée allemande. Au grade de korvettenkapitän, il servit dans la Kriegsmarine. À la fin du conflit, il fut capturé par l’armée soviétique et déporté dans le camp de Saransk en Mordovie (en Russie), où il mourut de faim le 2 août 1946. Il laissa son épouse seule et sans ressources, elle parvint avec difficulté à subvenir aux besoins de ses enfants.
Son fils aîné Emich Kyrill fut 7e prince de Leiningen. Son petit-fils, le prince Charles Emile de Leiningen, né le 12 juin 1952, fils aîné du 7e prince de Leiningen, Emich Kyrill (1926-1991) fut privé par ses parents de la succession au titre pour le motif d'avoir épousé morganatiquement une roturière Gabriele Thyssen. Son frère cadet, le prince André, né le 27 novembre 1955, devint le chef de la Maison princière de Leiningen. Ce dernier épousa la princesse Alexandra de Hanovre, du Royaume-Uni et d'Irlande (1959-).